# Anche i dentisti vanno in paradiso
Anche i dentisti vanno in paradiso (Toothless) è un film del 1997 diretto da Melanie Mayron, prodotto dalla Walt Disney e interpretato da Kirstie Alley.

## Trama
Katherine Lewis è una dentista solitaria e molto egocentrica che incontra una morte prematura. Una volta arrivata nel limbo, la donna scopre che per essere ammessa in Paradiso dovrà prestare servizio alla comunità come nuova Fata dei denti. Dovrà così imparare a volare e a trasformare denti da latte in monete d'argento. La situazione si complica però quando Katherine conosce e fa amicizia con Bobby, un bambino molto solo, e infrange la regola più importante del limbo: mai parlare o farsi vedere dagli umani.